# Anne Parillaud

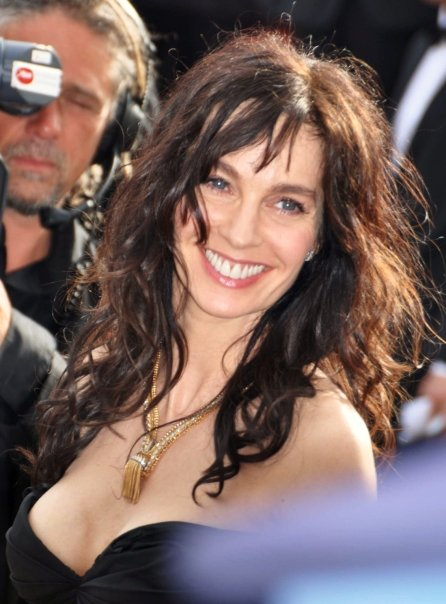
Anne Parillaud (Cannes 2009)

Anne Parillaud (* 6. Mai 1960 in Paris) ist eine französische Schauspielerin.

## Leben
Ursprünglich wollte Anne Parillaud Rechtsanwältin werden. Ab Ende der 1970er Jahre hatte sie jedoch mit freizügigen Auftritten in Liebeskomödien wie Das Strandhotel (1978) und Girls – Die kleinen Aufreißerinnen, dem deutschen Softsex-Film Patricia – Einmal Himmel und zurück (beide 1980) und Alain Delons Thriller Rette deine Haut, Killer (1981) erste Erfolge als Schauspielerin. Internationale Aufmerksamkeit erregte sie 1990 in der Rolle einer von der Staatsgewalt abgerichteten Auftragsmörderin in Luc Bessons Actionfilm Nikita. Für diese Leistung erhielt sie den César für die beste Hauptdarstellerin.
Der Versuch, 1992 als mörderischer, aber sympathischer Vampir in John Landis’ Film Bloody Marie – Eine Frau mit Biß auch im US-Kino Fuß zu fassen, gelang nicht. 1993 fand die epische Liebesgeschichte Flucht aus dem Eis lediglich bei der Kritik Aufmerksamkeit, doch kaum beim Publikum. 1998 spielte Parillaud Königin Anna von Österreich (1601–1666) (und war damit die Mutter von Leonardo DiCaprio) in der Hollywood-Verfilmung von Alexandre Dumas’ Roman Der Mann in der eisernen Maske. Im selben Jahr erinnerte ihre Rolle in dem Psychothriller Phantome des Todes an „Nikita“, fand aber kaum Zuspruch bei Zuschauern.
Erfolgreich war Anne Parillaud im französischen Film mit Hauptrollen in Actionstreifen wie Gangsters (2002) und Deadlines (2004), für den sie beim Filmfestival von Paris als beste Hauptdarstellerin ausgezeichnet wurde. In dem „Film im Film“ Sex Is Comedy (2002) spielte sie eine Regisseurin, die Darsteller, die einander nicht ausstehen können, zu Liebesszenen vor der Kamera zu überreden versucht.
Parillaud, die in Interviews kaum über ihr Privatleben spricht, hat eine Tochter mit Luc Besson. Sie war vom 11. Mai 2005 an mit dem Komponisten Jean Michel Jarre verheiratet, ihre Ehe wurde 2010 geschieden.

## Filmografie (Auswahl)

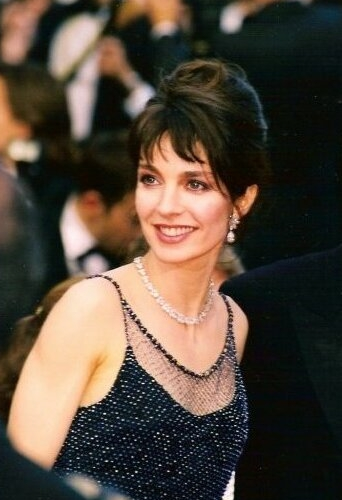
Anne Parillaud (1998)

- 1978: Das Strandhotel (L’Hôtel de la plage)
- 1980: Girls – Die kleinen Aufreisserinnen (Girls)
- 1980: Die geheimnisvolle Sekte (Écoute voir …)
- 1980: Patricia – Einmal Himmel und zurück (Patrizia)
- 1981: Rette deine Haut, Killer (Pour la peau d’un flic)
- 1983: Der Kämpfer (Le battant)
- 1985: Vincente (Fernsehfilm)
- 1986: À nous les beaux dimanches (Fernsehfilm)
- 1989: Wie spät ist es? (Che ora è?/Quelle heure est-il?)
- 1990: Nikita
- 1992: Bloody Marie – Eine Frau mit Biß (Innocent Blood)
- 1992: Flucht aus dem Eis (Map of the Human Heart)
- 1994: Alice und Elsa – Zwischen Liebe und Haß (À la folie)
- 1995: Frankie Starlight
- 1998: Der Mann in der eisernen Maske (The Man in the Iron Mask)
- 1998: Phantome des Todes (Shattered Image)
- 2002: Gangsters
- 2002: Sex Is Comedy
- 2004: Gelobtes Land (Promised Land)
- 2004: Deadlines (Deadlines – La vérité est dangereuse)
- 2005: Tout pour plaire
- 2007: Kid Power – Die Nervensägen! (Demandez la permission aux enfants)
- 2007: Die letzte Mätresse (Une vieille maîtresse)
- 2009: L’imbroglio nel lenzuolo
- 2010: Home Invasion – Der Feind in meinem Haus (Dans ton sommeil)
- 2010: L’imbroglio nel lenzuolo
- 2010: La marquise des ombres (Fernsehfilm)
- 2011: La fille de l’autre (Fernsehfilm)
- 2011: Chez Maupassant (Fernsehserie, Episode 3x03 Yvette)
- 2012: Ce que le jour doit à la nuit
- 2013: Délicate gravité (Kurzfilm)
- 2013: Désolée pour hier soir (Kurzfilm)
- 2016: Millefeuille (Kurzfilm)
- 2020: H24 (Fernsehserie)
- 2025: From the World of John Wick: Ballerina